# Давыдов, Николай Васильевич
Николай Васильевич Давыдов (1848—1920) — русский юрист и общественный деятель из рода Давыдовых, председатель Московского окружного суда (1896—1908), первый председатель «Толстовского общества», профессор Московского университета.

## Биография
Родился 6 (18) декабря 1848 года в Москве. Его дед по материнской линии — князь Андрей Петрович Оболенский. Бабушка — Софья Павловна, родная сестра Павла Павловича Гагарина. Отец Н. В. Давыдова был советником губернского правления Тамбовской губернии.
Детство и юность Давыдова прошли в деревне Кулеватово (ныне Сосновского района) — имении отца в Тамбовской губернии. Он получил хорошее домашнее образование: брал уроки игры на фортепьяно, скрипки, виолончели, занимался рисованием, литературой. В 1865 году поступил на юридический факультет Московского университета, «выдержав испытание при Тамбовской гимназии и затем colloquium при университете».
После окончания университета, в 1870—1871 годах служил мировым посредником в Моршанском уезде. В 1871 году поступил на службу кандидатом на служебные должности  в Тамбовский окружной суд. Его карьера  началась с должности секретаря суда, потом работал судебным следователем, товарищем прокурора в Плоцке, а в 1878 году получил назначение на должность прокурора Тульского окружного суда. Почти 20 лет тульской истории связаны с Николаем Васильевичем Давыдовым: с 1878 года он — губернский прокурор, а с 1893 по 1896 год — председатель Тульского окружного суда.
В 1896 году переехал в Москву. В 1897 году назначен председателем Московского окружного суда и занимал этот пост до 1908 года, когда ушёл в отставку и всецело занялся преподавательской деятельностью — ещё в 1900 году он прочитал пробную лекцию: «О предварительном следствии по судебным уставам императора Александра II»  и до 1911 года состоял приват-доцентом Московского университета по кафедре уголовного процесса. В 1911 году ушёл из университета в группе профессоров и преподавателей, протестовавших против реакционной политики Министерства народного просвещения («Дело Кассо»).
С 1908 года  — председатель правления, а  затем и член попечительского совета  Московского городского народного университета им. А. Л. Шанявского. В 1914—1916 годах в Московском сельскохозяйственном институте читал лекции по охотничьему законодательству. В 1917 году принимал участие в Комиссии при Министерстве юстиции по пересмотру Судебных уставов.
В 1917—1919 гг. — профессор кафедры уголовного права и уголовного судопроизводства юридического факультета Московского университета.
Был близко знаком с Львом Толстым, часто посещал Ясную Поляну. В 1907 году возглавил Гоголевскую комиссию Общества любителей российской словесности, которая готовила празднества в Москве по случаю открытия памятника Гоголю. После смерти Льва Толстого Давыдов был избран в 1911 году председателем созданного в Москве «Толстовского общества», организовавшего сначала Толстовскую выставку, а потом и постоянный Толстовский музей. В 1913 году стал председателем Комитета юбилейного чествования «Русских ведомостей»
Давыдов и сам писал очерки и рассказы под псевдонимом «Н. Василич», которые печатались в «Русской мысли». Под редакцией И. А. Бунина, Н. В. Давыдова и Н. Д. Телешова в 1910 году был издан «Общестуденческий литературный сборник».
Умер 26 мая 1920 года в Москве, похоронен на кладбище Даниловского монастыря.
В. Ф. Булгаков вспоминал:
«…Давыдов скончался 26 мая 1920 года.
Печальны были его похороны. На отпевание в старинной церковке, стоявшей против его дома, собралось ещё довольно много его старых друзей и знакомых, но до отдалённого кладбища — в Даниловском монастыре — почти никто не дошёл, и в конце концов у свежевырытой могилы, кроме жены и дочери Николая Васильевича, оказалось точным счётом всего-навсего 4 человека: А. Д. Оболенский, С. Л. Толстой, доцент П. А. Садырин и автор этих строк. Боюсь, что на жену и дочь покойного картина такого малолюдства произвела тяжёлое впечатление…»